# Heinrich Joseph Floß
Heinrich Joseph Floß (* 29. Juli 1819 in Wormersdorf (heute Ortsteil von Rheinbach); † 4. Mai 1881 in Bonn) war ein deutscher römisch-katholischer Theologe und Kirchenhistoriker.

## Leben
Heinrich Joseph Floß besuchte ein Gymnasium in Münstereifel. Danach studierte er an der Universität Bonn Theologie und Geschichte. Am 27. August 1841 wurde er zum Doktor der Philosophie promoviert, am 25. September 1842 wurde er zum Priester geweiht. Danach wurde er Kaplan zu Düsseldorf-Bilk. Nach einer Studienreise, mit welcher ein Aufenthalt in Rom verbunden war, ernannte man Floß im Jahr 1846 zum Repetenten im Konvikt in Bonn. Dort wurde er am 6. November 1847 auch zum Privatdozenten der Kirchengeschichte. Die Akademische Lehranstalt in Königliche Theologische und Philosophische Akademie in Münster ernannte Heinrich Floß am 15. März 1847 zum Doktor der Theologie. Zum außerordentlichen Professor der Kirchengeschichte wurde er am 14. März 1854; ordentlicher Professor der Moraltheologie, aber auch der Kirchengeschichte wurde Floß am 9. Oktober 1858 ernannt.

## Schriften (Auswahl)
- De animorum immortalitate (Köln 1842)
- Ein Festgedicht des Johannes Scotus an Karl den Kahlen. (Bonn)
- Kurzer Bericht über eine bisher ungedruckte fränkische Diöcesansynodenordnung aus dem neunten Jahrhunderte
- Geschichtliche Nachrichten über die Aachener Heiligthümer (Bonn 1855)
- Die Papstwahl unter den Ottonen nebst ungedruckten Papst- und Kaiserurkunden des IX. und X. Jahrhunderts, darunter das Privilegium Leos VIII. für Otto I. : aus einer Trierer Handschrift. (Freiburg 1858) Digitalisat
- Denkschrift über die Parität an der Universität Bonn mit einem Hinblick auf Breslau und die übrigen preußischen Hochschulen. Ein Beitrag zur Geschichte deutscher Universitäten im 19. Jahrhundert (Freiburg 1862)
- Zum Clevisch-Märkischen Kirchenstreit : (eine Erinnerung aus der früheren Geschichte des Kulturkampfes) ; nebst acht urkundlichen Beilagen. - Bonn : Hanstein, 1883. Digitalisierte Ausgabe der Universitäts- und Landesbibliothek Düsseldorf